# بويد رانكين
بويد رانكين (5 يوليو 1984 في أيرلندا الشمالية - ) (بالإنجليزية: Boyd Rankin)‏ هو لاعب كريكت بريطاني. شارك مع منتخب إنجلترا للكريكت. أما مع النوادي، فقد لعب مع نادي مقاطعة ديربيشاير للكريكت ‏ ونادي وارويكشاير للكريكيت ‏.

## وصلات خارجية
- بويد رانكين على موقع إي آس بي آن كريك إنفو (الإنجليزية)